# Edward Mansel
Pour les articles homonymes, voir Mansel.
Edward Mansel, 4e baronnet (ca. octobre 1637 –  14 novembre 1706) est un homme politique gallois qui siège à la Chambre des communes en trois périodes entre 1660 et 1689.

## Biographie
Il est le fils de Lewis Mansel, deuxième baronnet de Margam et de sa troisième épouse, Elizabeth Montagu, fille de Henry Montagu (1er comte de Manchester). Il hérite du titre de baronnet de Margam à la mort de son frère Henry, décédé en bas âge vers 1640.
En 1660, il est élu député de Glamorgan au Parlement de la Convention. Il est réélu député de Glamorgan en 1670 pour le Parlement Cavalier et siège jusqu'en 1679. En 1681, il est réélu député de Glamorgan et occupe son siège jusqu'en 1689. En 1688, il est nommé haut-shérif de Glamorgan.
Il est une personne influente dans le sud du Pays de Galles. Le duc de Beaufort, lorsqu'il est Lord Président du Pays de Galles, rend visite à Margam lors de son "Progress" en 1684. Il est décédé à l'âge de 69 ans.
Il épouse Martha Carne, fille d'Edward Carne d'Ewenny, Glamorgan. Son fils Thomas lui succède comme baronnet et est créé baron Mansel. Sa fille Martha épouse Thomas Morgan de Tredegar. Ce mariage et ses suites causent beaucoup de problèmes au baronnet, car Thomas Morgan est peu disposé à revenir d'une tournée sur le continent européen . Sa fille Elizabeth épouse Sir Edward Stradling (5e baronnet) .